# Michael Talbot (Musikwissenschaftler)
Michael Owen Talbot (* 4. Januar 1943 in Luton) ist ein britischer Musikwissenschaftler und Komponist.

## Leben
Bereits während seiner Schulzeit in Welwyn Garden City war Talbot Stipendiat der Londoner Royal Academy of Music. Ab 1960 studierte er am Londoner Royal College of Music Klavier, Orgel, Musiktheorie und Komposition; 1961 wechselte er ans Clare College in Cambridge, wo er 1964 zum Bachelor of Arts, 1965 zum Bachelor of Music und 1969 zum Master of Arts graduierte. 1968 promovierte er mit einer Dissertation über die Instrumentalmusik Tomaso Albinonis zum Ph.D. Anschließend lehrte er bis 2002/2003 Musikwissenschaft an der University of Liverpool: 1968–69 als Assistant Lecturer, 1969–79 als Lecturer, 1979–83 als Senior Lecturer, 1983–86 als Reader und 1986–2002/3 als Alsop Professor.
Talbot gehört der Royal Musical Association und der Società Italiana di Musicologia an. 1990 wurde er zum Fellow der British Academy gewählt. Er ist verheiratet und hat zwei Kinder.

## Forschung
Talbot ist ein international anerkannter Experte für italienische Barockmusik. Seine Monografien über Antonio Vivaldi und Tomaso Albinoni gelten als Standardwerke; aber auch vergessenen Komponisten wie Benedetto Vinaccesi und Antonio Montanari widmete er seine Aufmerksamkeit. Talbot ist Mitherausgeber der Fachzeitschriften Music and Letters und Studi Vivaldiani und edierte zahlreiche vergessene Werke nach den Richtlinien der historischen Aufführungspraxis.
Für seine wissenschaftlichen Verdienste wurde er 1980 mit dem Verdienstorden der Italienischen Republik (Cavaliere), 1989 mit dem C. B. Oldman Prize der Internationalen Vereinigung der Musikbibliotheken und 1999 mit der Serena Medal der British Academy ausgezeichnet.

## Kompositorisches Schaffen
Seit 2005 betätigt sich Talbot auch selbst als Komponist historisierender Werke, wobei er Elemente aus der Zeit Buxtehudes und Corellis bis hin zur Zeit Galuppis und Wilhelm Friedemann Bachs aufgreift. Er ist Mitglied der neobarocken Komponistenvereinigung Vox Saeculorum.

## Veröffentlichungen

### Bücher
- Vivaldi (London 1978, überarb. 1984 und 1993); dt. Antonio Vivaldi: Der Venezianer und das barocke Europa. Leben und Werk (Stuttgart 1985, Frankfurt am Main 1998)
- Vivaldi (London 1979)
- Albinoni. Leben und Werk (Adliswil/CH 1980)
- Antonio Vivaldi: A Guide to Research (New York 1988)
- Tomaso Albinoni: The Venetian Composer and His World (Oxford 1990, überarb. 1994)
- Benedetto Vinaccesi: A Musician in Brescia and Venice in the Age of Corelli (Oxford 1994)
- The Sacred Vocal Music of Antonio Vivaldi (Florenz 1995)
- Venetian Music in the Age of Vivaldi (Aldershot 1999)
- The Finale in Western Instrumental Music (Oxford 2001)
- The Chamber Cantatas of Antonio Vivaldi (Woodbridge 2006)
- Vivaldi and Fugue (Florenz 2009)
- The Vivaldi Compendium (Woodbridge 2011)

### Kompositionen (Auswahl)
- 4 Concerti für Solocembalo op. 3
- 6 Quartette für verschiedene Instrumente und Basso continuo op. 6
- 6 Concerti im Stil des 18. Jahrhunderts für Streicher und Basso continuo op. 7
- 6 Duette für zwei Altblockflöten op. 8
- Fuga ardua für Solofagott op. 9
- 6 Sonaten für Blockflöte und Cembalo op. 12
- 6 Sonaten für Blockflöte und Cembalo op. 21
- 3 Concerti für fünf Sopranblockflöten op. 22[4]